# Afrička ploča
Afrička ploča glavna je litosferna ploča koju presijecaju ekvator i nulti meridijan, a proteže se zapadno do Srednjoatlantskog hrpta. Obuhvaća veći dio kontinenta Afrike, kao i oceansku koru koja leži između kontinenta i raznih okolnih grebena oceana. Između 60 prije milijun godina i 10 prije milijun godina, Somalska ploča počela je pucati s Afričke ploče duž istočnoafričke pukotine. Budući da se kontinent Afrika sastoji od kore i s afričke i sa somalijske ploče, neka literatura naziva Afričku ploču Nubijskom pločom kako bi je razlikovala od kontinenta u cjelini.
Zapadna strana ploče je divergentna granica sa Sjevernoameričkom pločom na sjeveru i Južnoameričkom pločom na jugu, poznata kao Srednjoatlantski hrbat. Na sjeveroistoku graniči s Arapskom pločom, na jugoistoku s Indoaustralskom pločom, na sjeveru s Euroazijskom pločom, a na jugu s Antarktičkom pločom. Sve ove granice su divergentne ili šireće, osim sjeverne granice s Euroazijskom pločom.

## Granice
Zapadni rub Afričke ploče divergentna je granica sa Sjevernoameričkom pločom na sjeveru i Južnoameričkom pločom na jugu koja čini središnji i južni dio Srednjoatlantskog hrpta. Afrička ploča omeđena je na sjeveroistoku Arapskom pločom, jugoistokom Somalskom pločom, sjeverom Euroazijskom pločom, i Egejskom pločom i Anatolskom pločom, a na jugu Antarktičkom pločom. Sve su to divergentne ili raširene granice, osim sjeverne granice i kratkog segmenta u blizini Azorskih otoka poznatog kao pukotina Terceira.

## Komponente
Afrička ploča uključuje nekoliko kratona, stabilne blokove stare kore s dubokim korijenjem u subkontinentalnom litosferskom plaštu i manje stabilne terene koji su se okupili da bi formirali afrički kontinent tijekom okupljanja superkontinenta Pangea prije oko 250 milijuna godina. Kratoni su, od juga prema sjeveru, kratoni Kalahari Kongo Tanzanija i zapadnoafrički kraton. Kratoni su u prošlosti bili široko razdvojeni, ali su se okupili tijekom panafričke orogeneze i ostali zajedno kad se Gondwana razdvojila. Kratoni su povezani orogenim pojasevima, predjelima jako deformirane stijene na kojima su se zatekle tektonske ploče. Saharski metakraton je provizorno identificiran kao ostatak kratona koji se odvojio od subkontinentalnog litosferskog plašta, ali se alternativno može sastojati od kolekcije nepovezanih fragmenata kore pometenih tijekom panafričke orogeneze.
U nekim područjima kratoni su prekriveni sedimentnim bazenima, poput bazena Tindouf, bazena Taouden i bazena Konga, gdje je temeljna arhaična kora prekrivena novijim neoproterozojskim sedimentima. Ploča uključuje posmične zone kao što je Srednjoafrička zona smicanja (CASZ), gdje su se u prošlosti dva dijela kore kretala u suprotnim smjerovima, i pukotine poput korita Anze gdje se kora razdvajala i rezultirajuće udubljenje ispunjena modernijim sedimentom.

## Moderni pokreti
Afrička ploča puca u istočnoj unutrašnjosti afričkog kontinenta duž istočnoafričke pukotine. Ova zona rascjepa dijeli Afričku ploču na zapadu od Somalijske ploče na istoku. Jedna hipoteza sugerira postojanje plašta ispod Afarskog trokuta, dok suprotna hipoteza tvrdi da je pukotina samo zona maksimalne slabosti u kojoj se Afrička ploča deformira jer se ploče na njezinom istoku brzo kreću prema sjeveru.
Brzina Afričke ploče procjenjuje se na oko 2.15 cm godišnje. Kretao se tijekom posljednjih 100 milijuna godina ili nešto više u općem smjeru sjeveroistoka. To je približava Euroazijskoj ploči, uzrokujući subdukciju tamo gdje se oceanska kora konvergira s kontinentalnom korom (npr. Dijelovi središnjeg i istočnog Sredozemlja). U zapadnom Mediteranu, relativni pokreti euroazijske i afričke ploče proizvode kombinaciju bočnih i tlačnih sila, koncentriranih u zoni poznatoj kao zona rasjeda Azori - Gibraltar. Uz svoju sjeveroistočnu marginu, Afrička ploča omeđena je pukotinom Crvenog mora gdje se Arapska ploča udaljava od Afričke ploče.
Vruća točka New England u Atlantskom oceanu, vjerojatno je stvorila kratki spoj od srednjeg do kasnog tercijara u pogledu starosti podmorskih planina na afričkoj ploči, ali čini se da je trenutno neaktivna.

## Vanjske poveznice
- USGS - Understanding plate motions  Arhivirana inačica izvorne stranice od 7. veljače 2006. (Wayback Machine)
- Meijer, P. Th.; Wortel, M. J. R. 1999. Cenozoic dynamics of the African plate with emphasis on the Africa-Eurasia collision. Journal of Geophysical Research: Solid Earth. 104 (B4): 7405–7418. Bibcode:1999JGR...104.7405M. doi:10.1029/1999JB900009